# کارل ارنست رانکه
کارل ارنست رانکه (آلمانی: Karl Ernst Ranke؛ ‏ ۲۹ ژانویهٔ ۱۸۷۰ – ۹ نوامبر ۱۹۲۶) پزشک متخصص کودکان، داخلی و متخصص پزشکی ریه اهل آلمان بود. او فرزند انسان‌شناس آلمانی یوهانس رانکه (۱۹۱۶–۱۸۳۶) بود. وی مدرک دکترای پزشکی خود را در سال ۱۸۹۶ از دانشگاه لودویگ ماکسیمیلیان مونیخ دریافت کرد و بعد دستیار عمویش هاینریش فون رانکه شد که متخصص اطفال بود و مدتی نیز در یک شفاخانهٔ بیماران مبتلا به سل در شهر اروزا به عنوان پزشک کار کرد.
دلیل شهرت او ارائه این فرضیه بود که سل ریه در سه مرحله ایجاد می‌شود که به عنوان نظریه سه مرحله‌ای سل (همچنین به عنوان «مراحل رانکه در سل») شناخته می‌شود. نام او همچنین با اصطلاح «کمپلکس رانکه» همراه است که ضایعات فیبروکلسیفیه دیررس ریه و غدد لنفاوی است که از کمپلکس گون تکامل می‌یابند.
او در دههٔ پایانی زندگی، خود را غرق در فلسفهٔ کانت‌گرایی کرد.